# (275) Sapientia
(275) Sapientia est un astéroïde de la ceinture principale découvert par Johann Palisa le 15 avril 1888 à Vienne.